# Tino Häber
Tino Häber (ur. 6 października 1982 w Gerze) – niemiecki lekkoatleta, który specjalizuje się w rzucie oszczepem.
W 2009 zwyciężył w zawodach zimowego pucharu Europy na Teneryfie. Brał udział w igrzyskach olimpijskich w Londynie w 2012 – w finale zajął 8. miejsce, rzucając na odległość 81,21.
Mistrz Niemiec z 2008.
Rekord życiowy: 83,46 (22 lipca 2009, Cuxhaven).